# Vredenheim
Vredenheim is een buurtschap in de Drentse gemeente Aa en Hunze. Het plaatsje ligt zuidelijk van Rolde (tot welke gemeente het tot 1998 behoorde), en noordwestelijk van Grolloo. Tussen Vredenheim en Grolloo vindt men het recreatiegebied De Berenkuil.
Vredenheim werd in het begin van de twintigste eeuw gesticht als heideontginningskolonie door de Rotterdamse reder Lels. Hij liet enkele boerderijen bouwen en noemde de kolonie Vredenheim (oord van vrede).